# Ключ для определения
Ключ для определения в биологии — это описанный или реализованный в CAE-системе алгоритм, служащий для помощи в идентификации биологических сущностей, таких как растения, животные, фоссилии, микроорганизмы, зёрна пыльцы. Такие ключи, кроме того, нашли широкое применение в различных областях науки и техники для идентификации разного вида сущностей, например заболеваний, почв, минералов, археологических и антропологических артефактов.
Обычно ключ для определения представляет собой форму ключевого пути, то есть предлагает выполнить фиксированное число идентификационных шагов, каждый из которых предполагает выбор одной из нескольких альтернатив. Сделанный на текущем шаге выбор определяет следующий шаг в последовательности определения. Если в каждом шаге ключа делается выбор из двух вариантов, ключ называют дихотомическим, если больше — политомическим. Современные интерактивные ключи позволяют гибко выбирать необходимые шаги идентификации и их порядок следования.
В каждом шаге идентификации оператор должен ответить на вопрос об одной или нескольких характеристиках исследуемого объекта. Например, в шаге ключа ботаники может содержаться вопрос об окраске цветков растения или о типе расположения листьев на стебле. Ключ для определения насекомого может содержать в себе шаг с вопросом о количестве щетинок на задней ноге исследуемого насекомого.

## Принципы разработки качественного ключа
Ошибки определения могут иметь серьёзные последствия как в фундаментальных, так и в прикладных дисциплинах, таких как экология, медицинская диагностика, контроль за вредителями, судебных экспертизах и т. д. Поэтому ключи для определения должны создаваться очень аккуратно, так, чтобы свести вероятность ошибки к минимуму.
Всегда, когда это возможно, характеристика, используемая в шаге идентификации, должна быть диагностической, то есть быть применима для всех сущностей в отсекаемой группе и быть уникальной для этой группы. Также характеристика должна быть дифференцирующей, то есть позволять однозначно ограничить группу сущностей, отсекаемую от всего числа сущностей. Однако характеристики, не являющиеся ни диагностическими, ни дифференцирующими, всё же могут использоваться для уточнения (например, характеристики, общие для всех сущностей в группе, но не уникальные).
Всегда, когда это возможно, в шаге идентификации должны использоваться избыточные характеристики. Например, если группа делится на две подгруппы, одна из которых характеризуется шестью чёрными точками, а вторая четырьмя коричневыми полосками, должен использоваться запрос всех трех характеристик (количество, цвет, форма отметин), даже в том случае, если теоретически даже одной характеристики вполне хватает. Эта избыточность повышает надёжность идентификации, страхуя от ошибок оператора и позволяя продолжать определение, даже если какие-то из характеристик невозможно по какой-то причине оценить. В таком случае характеристики должны быть упорядочены в соответствии с их влиянием на надёжность определения и лёгкостью их оценки. Дополнительное увеличение точности определения может быть достигнуто применением сетки ключей.
Термины, используемые при построении ключа, должны соответствовать области знаний, для которой создается ключ, и не должны допускать двоякой интерпретации. Использование различных вариантов обозначения одного и того же для «литературности слога» недопустимо. Утверждения более предпочтительны, чем отрицания. Альтернативные варианты должны иметь одинаковую широту охвата характеристик. К примеру, варианты: «красные цветки размером 10-40 мм» и «жёлтые цветки» включают в себя разное количество характеристик. Такого следует избегать.
Характеристики, определяющие географическое распространение, следует применять с большой осторожностью. Виды, которые до сих пор не встречались в регионе, вполне могут всё же находиться в нём, либо быть по какой-то причине завезены. Также нельзя исключать изменения ареала в связи с изменениями условий (например, при глобальном потеплении).
Редкость не является значимой характеристикой. Идентификация должна быть корректной даже для очень редких видов.

### Общие проблемы использования ключей
При использовании ключей для определения можно столкнуться со множеством практических проблем, например:
- Различие форм: Ключ может позволять определять только некоторые из форм одного вида, например, только мужские особи (или, реже, только женские). Ключ для определения вида личинок может быть ограничен только одной из возрастных стадий. (Это не касается, однако, ключей, разработанных для судебной энтомологии.)
- Неполнота охвата: Виды и группы, определение которых по каким-либо причинам сильно затруднено, либо которые просто слабо изучены, могут отсутствовать в ключе или быть упомянуты лишь парой слов.
- Условия наблюдения: Только очень немногие из ключей содержат информацию об требуемых условиях наблюдения (освещение, увеличение, угол зрения и др.), что может привести к проблеме. Например, требуется указать наличие тонких щетинок или волосков. Но, насколько тонкими должны быть щетинки, чтобы сказать, что они в наличии?
- Язык: Большинство идентификационных ключей существуют только на одном языке[2]. Перевод ключа может быть некорректным или неполным. Многие ключи содержат термины, не имеющие точных аналогов в других языках.
- Устаревание: В старых ключах может отсутствовать информация о недавно описанных видах. Также подобные ключи могут содержать устаревшие и уже не используемые наименования видов.

## Проверка правильности определения
Определение, выполненное с помощью ключа, должно восприниматься только как предположение. Уверенность в правильности определения вида возможна только после сличения образца с описанием из авторитетного источника, например, полного и подробного описания вида, предпочтительно в монографии. Большинство ключей содержат краткое описание, позволяющее в какой-то мере подтвердить правильность идентификации, но недостаточное для принятия окончательного решения.
Подтверждение правильности идентификации с использованием монографий зачастую затруднено, так как монографии могут быть дороги, выпущены крайне малым тиражом, вследствие чего труднодоступны, либо просто сложны для понимания. Наконец, они могут быть выпущены на иностранном языке. Бывает, что монография выпущена десятки лет назад и наименования видов, используемые в ключе, не совпадают с приведёнными в монографии.
Альтернативой сравнению с описанием из монографии является идентификация вида в музеях естествознания или других подобных хранилищах. В последнее время получили широкое распространение заверенные авторитетными источниками фотографии, доступные через Интернет. Подтверждением истинности фотографии является номер паспорта образца, имя учёного, заверившего фотографию, и наименование государственного учреждения, где хранится образец, изображённый на фотографии (это может быть особенно интересно тем, кто хочет самостоятельно повторить идентификацию образца).

## Программные реализации
- Lucid — программное обеспечение для интерактивной идентификации и диагностики Архивная копия от 24 февраля 2013 на Wayback Machine  (англ.)
- Linnaeus II — программное обеспечение для интерактивной идентификации и управления базой описаний  (англ.)
- Xper2 — программное обеспечение для интерактивной идентификации и управления базой описаний  (англ.)
- Веб-сервис ключей для определения Архивная копия от 8 апреля 2022 на Wayback Machine  (англ.)
- Онлайн система визуальной идентификации трав Луизианы Архивная копия от 21 января 2013 на Wayback Machine  (англ.)
- Discover Life — онлайн система интерактивной идентификации вида Архивная копия от 14 мая 2018 на Wayback Machine